# Khirbat al-Minya

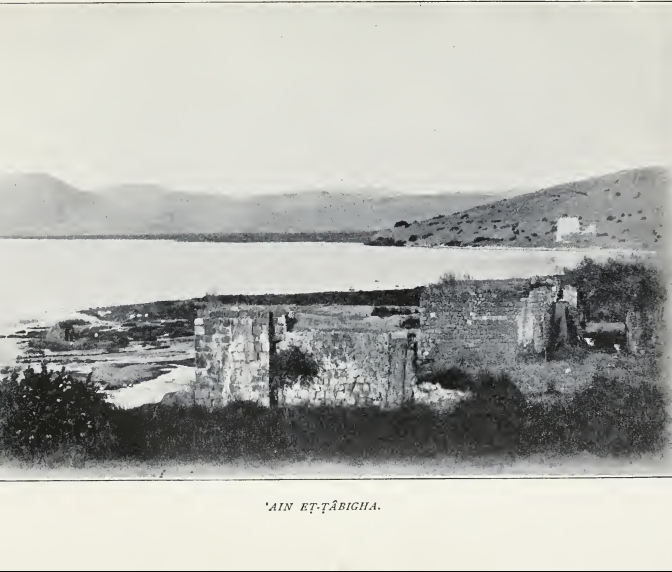
Een foto van de ruïne uit het begin van de 20e eeuw

Khirbat al-Minya (ook bekend als Ayn Minyat Hisham) was een kasteel in het oosten van Galilea, Israël. Thans is het gebouw een ruïne. Het kasteel ligt aan de oevers van het Meer van Tiberias, bij Tabgha. Het is gebouwd in circa 710 door Walid I, de kalief van de Omajjaden.